# Neoporus tennetum
Neoporus tennetum är en skalbaggsart som först beskrevs av Wolfe 1984.  Neoporus tennetum ingår i släktet Neoporus och familjen dykare. Inga underarter finns listade i Catalogue of Life.